# Vitomirești
Vitomirești es una comuna ubicada en el distrito de Olt, Rumania.

## Superficie
Posee una superficie de 46,26 kilómetros cuadrados.

## Demografía
Hasta 2021 la población era de 1807 habitantes, con una densidad de población de 39,06 habitantes por kilómetro cuadrado.